# Споменик природе Стари храст у Годачици
Споменик природе Стари храст у Годачици је заштићено природно добро од 2003. године које се налази у селу Годачици, општина Краљево, а које админастративно припада Рашком управном округу, Шумадији и западној Србији као једном од пет статистичких региона Србије.

## Стари храст у Годачици
Стари храст у Годачици представља врсту храста сладуна који се налази у селу Годачици, а прецизнија локација храста јесте место које се зове Лаутинка место и простор на којем он расте налази се у приватном власништву фамилије Милетић. Стари храст је на надморској висини од 284 м, а површина коју он заузима распростирујући своју крошњу, чији пречник је 24.50 м, износи 5.88 ари и то је површина која је стављена под заштиту проглашавањем старог храста значајним природним добром. Процењена старост стабла је око 400 година. 
На простору на коме се налази стари храст некада су се распростирале читаве храстове шуме којих данас више нема. Шуме су искрчене да би се добило пољопривредно земљиште, али стари храст је успео да опстане.

### Дендрометријске карактеристике
Основне дендрометријске карактеристике добијене су премером из 2002. године. Стари храст у Годачици осим старости може се „похвалити“ и својим карактеристикама које се тичу величине; пречник његовог дебла износи 2.09 м, измерен је на висини од 1.30 м од земље, а укупна висина стабла је 27 м, обим дебла, такође измерен на висини од 1.30 м, износи 6.43 м.
Његова крошња је очуваног и одличног здравља; изузетно је развијена и њена пројекција послужила је за одређивање граница заштићеног природног добра. Прва грана на овом споменику природе јавља се на висини од 1.90 м од тла.

## Споменик природе
Према Правилнику о категоризацији заштићених природних добара споменик природе  припада трећој категорији заштите – значајним природним добрима, а под заштитом се налази од 2003. године, годину дана након што је извршен премер и након што су забележене његове карактеристике. 

### Управљач
Споменик природе поверен је на управљање фамилији Милетић - Драгиши Милетићу.
Средства за заштиту и развој споменика природе Стари храст у Годачици обезбеђују се из средстава у буџету Општине и из Друтих извора у складу са законом.